# Fiolstræde
Fiolstræde er en af de centrale gader i Middelalderbyen i København. Den går parallelt med Nørregade og løber fra Skindergade ved Jorcks Passage, og op til den lille plads der lidt ukendt, de sidste ca. 100 år, er blevet kaldt Æggetorvet,[kilde mangler] - side om side ved Nørreport Station og Nørre Voldgade. Langs gaden ligger blandt andet Vor Frue Kirke (bagsiden), Københavns Universitet, hovedbygningen, og bygningen der tidligere var Daells Varehus. Det "ny-historiske" varehus lukkede 31. marts 1999, og bygningen huser i dag, efter en væsentlig ombygning, bl.a. Hotel Skt. Petri, hvilket regnes for et af danmarks bedste[kilde mangler] hoteller, samt cocktailbaren/café "Dalle Valle". Gaden er desuden kendt for at rumme en række antikvariater og boghandler. I november 2015 var der dog kun fire bogforretninger, hhv. Vangsgaards boglade, Vangsgaards Antikvariat, Den Franske Bogcafé og Paludan Bogcafé tilbage, hvor sidstnævnte, hvilket navnet også antyder[kilde mangler], i dag mere er en café end en boghandel.
Fiolstræde har siden 1968 været gågade[kilde mangler]; man må dog gerne køre med respekt for ensretningen samt fodgængernes fortrinsret.

## Gadens Navn
Fiolstræde er antagelig opkaldt efter blomsten viol, hvilket dog ikke er historisk verificeret.[kilde mangler] Gaden løber igennem det område, der blev kaldet Rosengården, hvor de sidste større haver inden for Københavns befæstning lå. 